# 三菱UFJ証券顧客情報売却事件
三菱UFJ証券顧客情報売却事件（みつびしユーエフジェイしょうけん こきゃくじょうほう ばいきゃくじけん）とは、三菱UFJ証券（現・三菱UFJ証券ホールディングス）従業員が同社のほぼすべての顧客個人情報などを不正に持ち出し、売却、流出させた事件。

## 概要
2009年1月26日、三菱UFJ証券システム部の部長代理の役職にあった男性は、同社の顧客情報が詰まったデータベースから約148万人分の個人情報（これは同社の全顧客数に相当する）を不正に引き出してCD-ROMにコピー。その後、金銭を目的として複数の名簿業者と接触し、最終的には4社に約5万人分の情報（住所・氏名・勤務先・年収・携帯電話番号）が転売された。さらに3月に再び約122万件の企業情報を盗み出し、同様に売却した。
3月中旬以降、個人情報を売られた顧客からの問合せが相次ぐようになり、三菱UFJ証券は社内調査を開始した。早期に犯人が判明し、男性は犯行を認め、その後懲戒解雇された。6月に窃盗及び不正アクセス行為の禁止等に関する法律違反（他の従業員のIDで不正アクセスし顧客データを名簿業者に送信した件）の容疑で警視庁に逮捕された。
その後の社内調査の結果、流出した顧客情報は少なくとも98社に転売されたことが判明した。このうち同社が情報を回収できたのは28社だけである。社内犯行による情報漏洩、さらに男性がごく簡単な手順で不正に情報を引き出せたことによってずさんな情報管理体制が明らかになり、三菱UFJ証券の社会信用は失墜した。
同社はこの事件で70億円以上の被害が出たと主張する。これに対し男性は情報転売額とほぼ同額の35万円の弁済を申し出た。同社は受け取りを拒否し、損害の一部について損害賠償請求訴訟を起こす準備をした。
同年9月9日、東京地裁で初公判が行われ、被告人の男性は容疑を認めた。同年11月12日、懲役2年の実刑判決が出された。

## 被害
- 顧客の個人情報は名簿業者を通じて不動産会社や先物取引業者に流れ、顧客への強引な勧誘が行われた[2]。
- 3月末から6月までに三菱UFJ証券で緊急電話窓口などで苦情処理にあたった従業員は延べ2,000人、苦情は16,000件以上に及んだ。また、情報漏洩があった約5万人に対しての「補償」対価として、わび状と10,000円の商品券を送付した。この他、名簿を買い取った業者に対して勧誘をやめるよう交渉し、弁護士費用の支払いを行った[2]。

## 犯行理由
男性の犯行理由は、キャバクラ通いでできた借金の返済のためであった。三菱UFJ証券（旧UFJつばさ証券出身）でSE畑を歩んできた男性は、毎日続くサービス残業によるストレスをキャバクラで発散し、犯行時点で借金は500万円を超えていた。
男性は「顧客情報を売れば借金を半分にできる」と目論んでいたが、第1の犯行での顧客情報はわずか13万円で名簿業者に買い叩かれた。さらに、企業情報を盗み出し売却したが、これも20万円ほどにしかならなかった。

## 原因
この事件によって、三菱UFJ証券のずさんな情報管理体制が日の目をみることとなった。2009年6月25日、金融庁は以下の理由から内部管理体制が不十分であるとして、同社に対して業務改善命令を発した。
- 男性はシステム部部長代理という役職に就いていたことから、同僚300人以上の企業内IDを知りうる立場だった。
- 同社はデータベースへのアクセスを制限する一方で、アクセス権限を一部の従業員に集中させていたことから、チェック体制がかえって甘くなっていたので、男性は容易に不正アクセスが可能であった[3]。
- 男性が不正アクセスの際に利用した同僚のIDは本来、この同僚が他部署に異動した際に削除されているはずのものであった[3]。

同社は一連の社会信用の失墜については、ずさんな管理体制によるものではなく、男性の犯行が原因であると主張している。